# Ane Dahl Torp
Ane Dahl Torp, est une actrice norvégienne, née le 1er août 1975 à Bærum, en Norvège. En France, elle est principalement connue pour son rôle de Bente Norum dans la série Occupied diffusée par Arte fin 2015, ainsi que pour celui de Pernilla dans une autre série diffusée par Arte en 2015 et 2016, Meurtres à Sandhamn.

## Biographie
Ane Dahl Torp est la fille d'un réputé professeur de langues scandinaves à l'Université d'Oslo, Arne Torp (en).

## Filmographie
- 2000 : Fire høytider (mini-série) : Hanne Åsland
- 2002 : Anolit : Jane
- 2003 : Kvinnen i mitt liv : Nina
- 2003 : Mors Elling : l'hôtesse de l'air
- 2004 : Svarte penger, hvite løgner (série télévisée) : Trude Eriksen
- 2004 : Hos Martin (série télévisée)
- 2004 : Pappa
- 2004 : Ikke naken : Nora
- 2005 : De vanskeligste ordene i verden
- 2006 : Gymnaslærer Pedersen : Nina Skåtøy
- 2006 : Uro de Stefan Faldbakken : Mette
- 2007 : Kodenavn Hunter (mini-série) : Gisela Søderlund
- 2007 : Radiopiratene : Mamma Grannemann
- 2008 : Pause déjeuner (Lønsj) d'Eva Sørhaug
- 2009 : Dead Snow (Død Snø) de Tommy Wirkola : Sara
- 2011 : Le Roi du curling (Kong Curling) d'Ole Endresen : Trine Kristine
- 2012 : Som du ser meg de Dag Johan Haugerud : Vibeke
- 2012 : Gnade : Linda
- 2013 : Pioneer d'Erik Skjoldbjærg
- 2013-2018 : Meurtres à Sandhamn : Pernilla
- 2014 : 1001 Grammes de Bent Hamer : Marie
- 2015-2019 : Occupied (saison 1 à 3) : Bente Norum
- 2015 : The Wave (Bølgen) de Roar Uthaug : Idun
- 2017 : Mesteren
- 2018 : The Quake (Skjelvet) de John Andreas Andersen : Idun
- 2018-2019 : Home ground (Heimebane) de Johan Fasting : Helena Mikkelsen, la coach
- 2020 : Charter de Amanda Kernell : Alice
- 2021 : Hvite gutter de Jørgen Evensen, Johannes Roaldsen Fürst, Eirik Hvattum Bjørnstad et Torjus Tveiten : Elisabeth
- 2022 : Storm d'Erika Calmeyer : Elin
- 2024 : Deliver Me (mini-série) : Jill
- 2024 : La trilogie d'Oslo Rêves : Kristin[1]
- 2025 : The ugly stepsister : Rebekka[2]

## Distinctions
- Prix Amanda 2004 : meilleure actrice pour Svarte penger, hvite løgner
- Prix Amanda 2006 : meilleure actrice pour Gymnaslærer Pedersen
- Gullruten Award 2007 : meilleure actrice pour Kodenavn Hunter
- Prix Amanda 2008 : meilleur second rôle pour Pause déjeuner (Lønsj)
- Prix Hedda 2012 : meilleure actrice dans La Bonne Âme de Sechuan au Norske Teatret
- Prix Wenche Foss 2015
- Prix Hedda 2016 : meilleur actrice dans Solaris korrigert de Øyvind Rimbereid
- Gullruten Award 2018 : meilleure actrice pour Home ground (Heimebane)
- Bif&st (Festival International du Film de Bari) 2023 : meilleure actrice pour Storm, d'Erika Calmeyer[3]
- Riviera International Film Festival 2023 : prix spécial du jury pour Storm, d'Erika Calmeyer